# Bergmannskuh

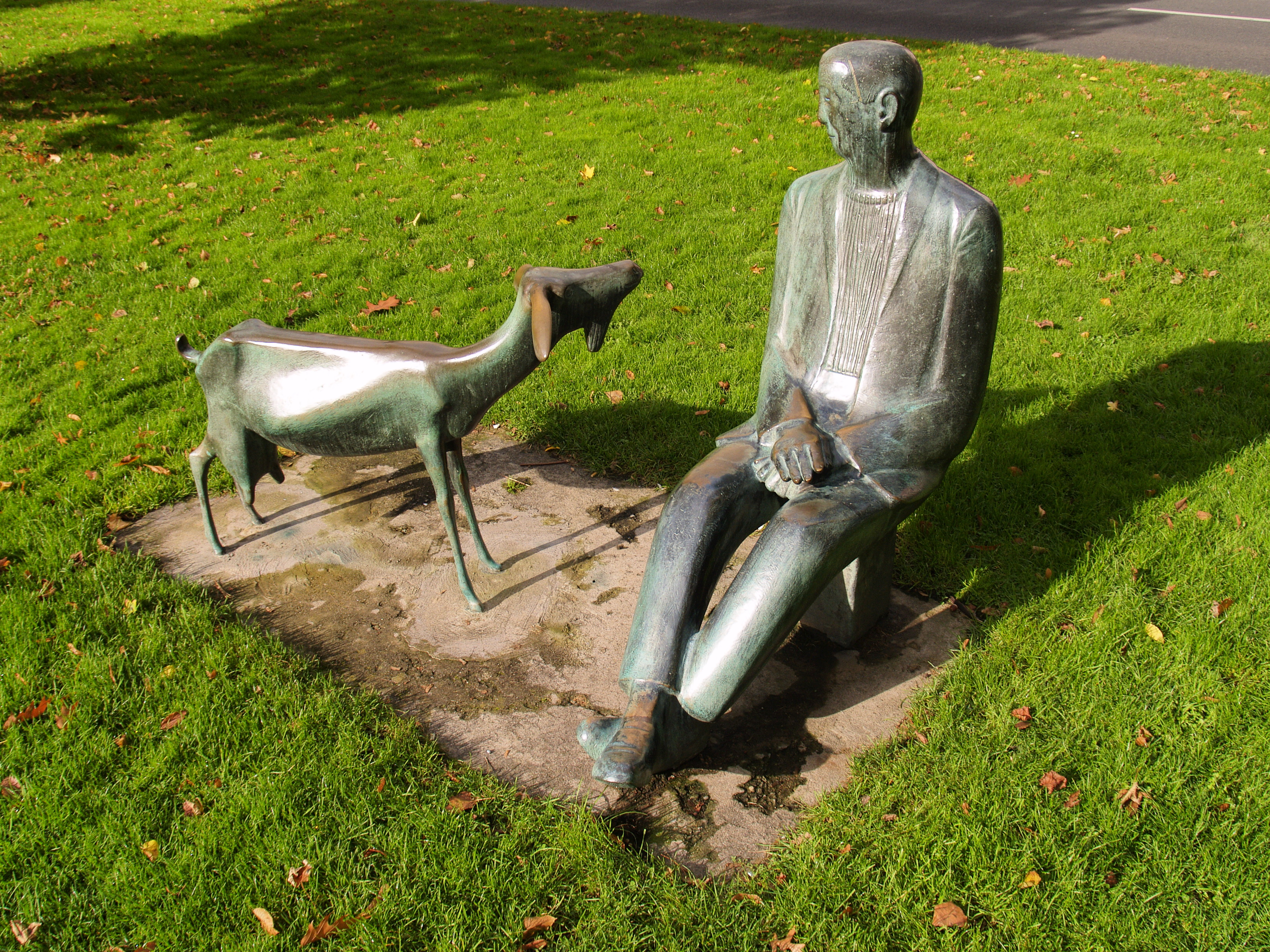
Plastik eines Bergmanns mit Bergmannskuh in Herne

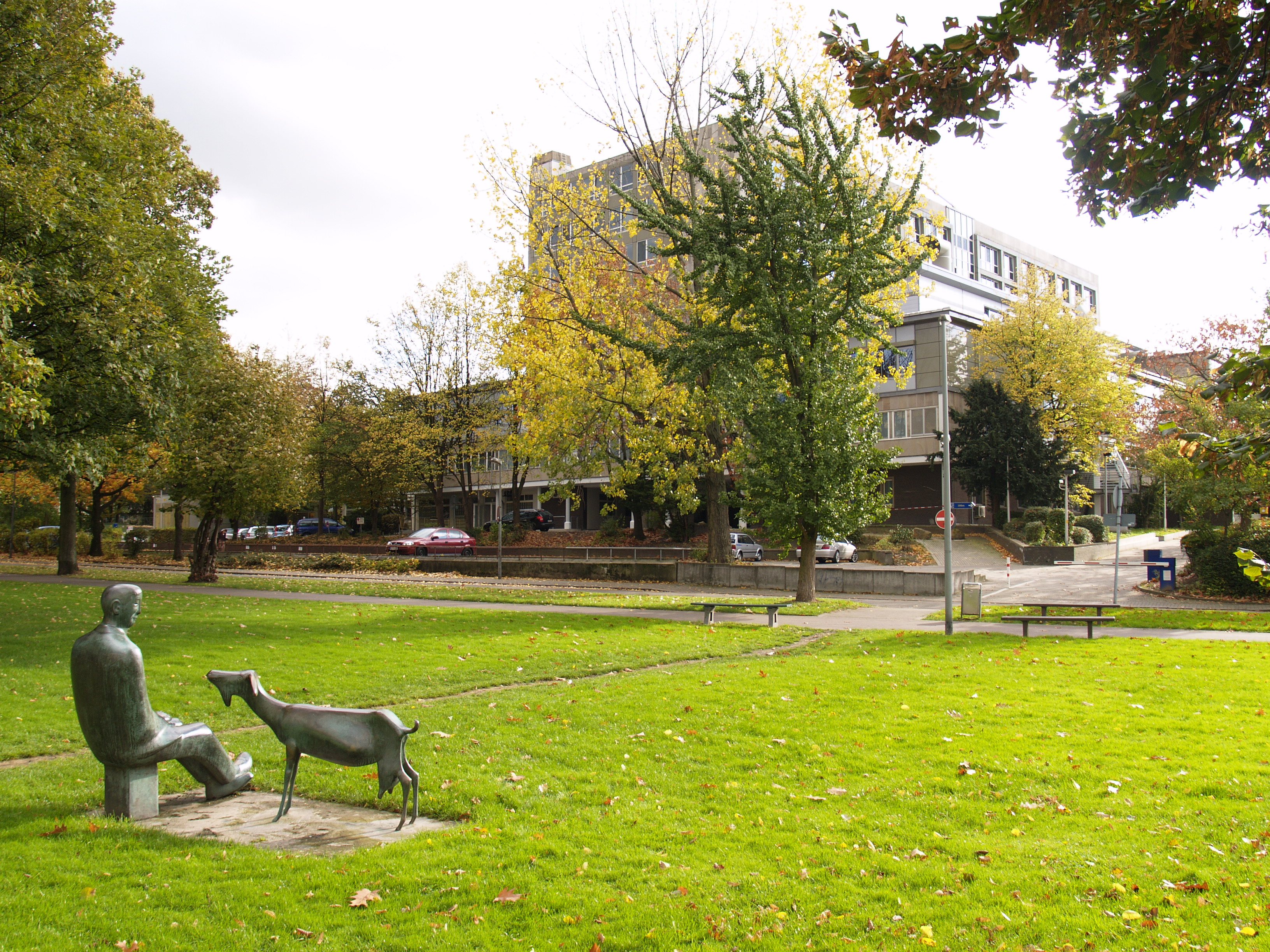
Im Hintergrund das Marienhospital Herne

Bergmannskuh wurde im Ruhrgebiet und im Saarland, aber auch im Siegerland scherzhaft die Hausziege genannt und ist eine Weiße Deutsche Edelziege. In den Bergbaurevieren des Erzgebirges war auch die Bezeichnung Schachtziesch gebräuchlich. Hier wurden meist Farbschläge der Rasse Erzgebirgsziege gehalten. Insbesondere im ehemaligen Lugau-Oelsnitzer Steinkohlenrevier spannen sich noch heute Legenden um den Einsatz der Ziegen auch unter Tage.
Die Ziegenhaltung trug mit dazu bei, die Bergleute und ihre Angehörigen mit Milch zu versorgen. Die aneinander gereihten Siedlungshäuser mit Garten erlaubten es den Familien, sich ein Haustier, meist Ziege oder Schwein, zu halten. Für viele Bergarbeiterfamilien waren Viehhaltung sowie Obst- und Gemüseanbau nötig, um die kargen Löhne vor allem in der Aufbauzeit des Bergbaus im 19. Jahrhundert und Anfang des 20. Jahrhunderts aufzubessern. Da viele der Arbeiter aus ländlichen Gebieten stammten, war auch das für die Nutztierhaltung erforderliche Wissen vorhanden.
In den Kerngebieten des Saarreviers, den Landkreisen Saarbrücken und Ottweiler, wurden Anfang der 1860er Jahre 6.868 von knapp 22.000 Ziegen des Regierungsbezirks Trier gehalten. 1816 waren im Regierungsbezirk 3.419 Ziegen gezählt worden.

## Denkmale
Ein Denkmal in Herne soll an die wirtschaftliche Situation früherer Bergbauzeiten erinnern und wurde von dem Bildhauer Hubert Nietsch 1960 von der Stadt erworben. Eine „Bergmannskuh mit zwei Zickeln“ steht beim Rathaus von Dudweiler, 1993 bis 1995 nach Entwürfen des Künstlers Franz Mörscher ausgeführt.

## In der Kunst

### Skulptur

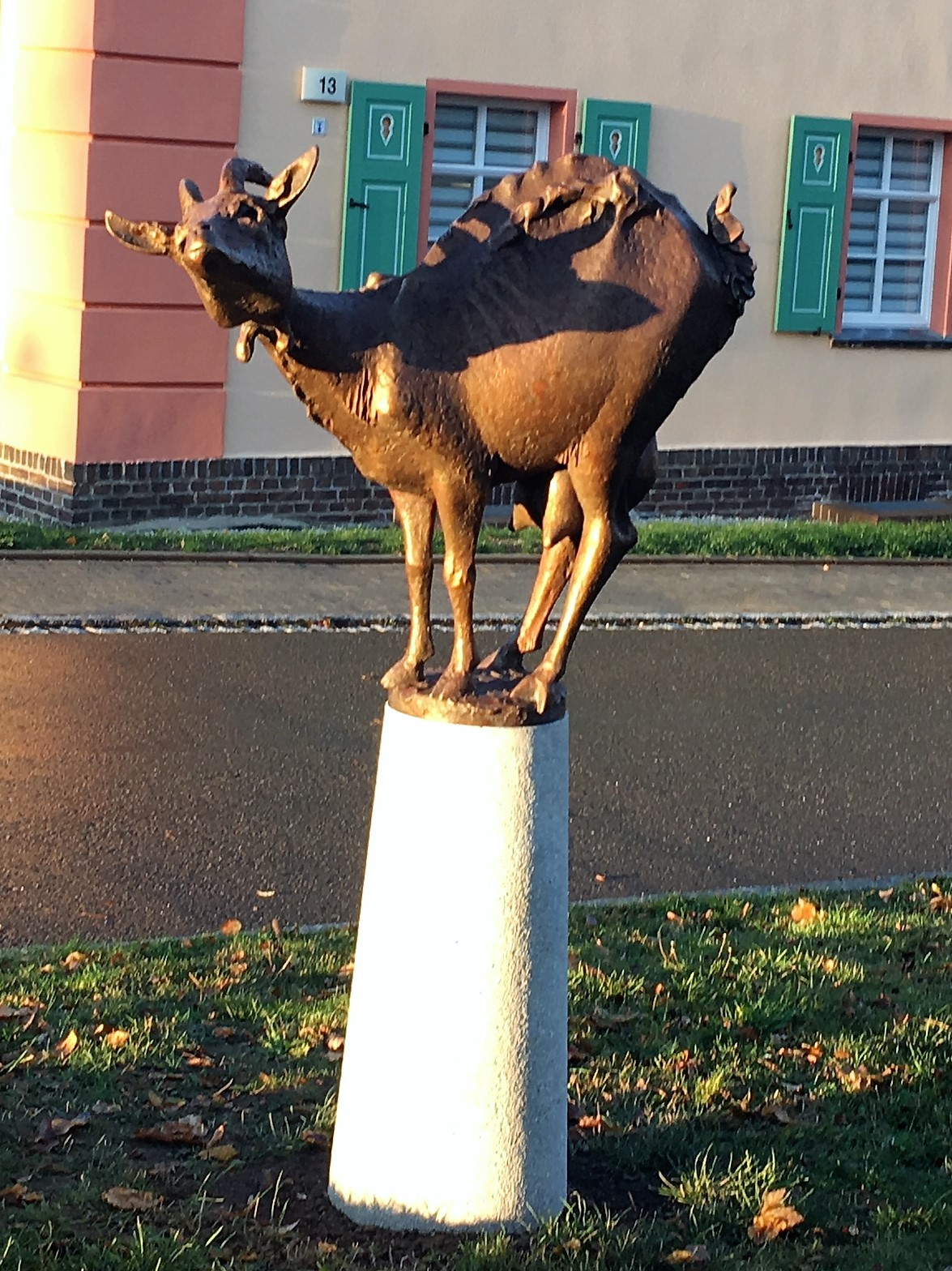
Bergmannskuh Oelsnitz/Erzgeb.

- Bergmannskuh in einer Überarbeitung aus den Jahren 2003/04 des Künstlers Franz Mörscher[4]
- Schachtziesch Bronzeskulptur des Künstlers Janusz Radke in Oelsnitz/Erzgeb. 2008[5]
- Bergmannskuh Bronzeskulptur des Bildhauers Erik Neukirchner in Oelsnitz/Erzgeb., 2018, Sieger eines künstlerischen Ideenwettbewerbs[6]

### In der Malerei
- 1935: Bergmannskuh als Ölgemälde auf Leinwand von  Fritz Zolnhofer (74,5 cm × 84,5 cm)[7]
- Jürgen Eibach widmete Der Bergmannskuh ein Gemälde[8]

### In der Musik
- Die Chansonsängerin Maegie Koreen widmete der Bergmannskuh einen musikalischen Beitrag[9]

### In der Literatur
- Fred Endrikat: Die Bergmannskuh. Gedicht in vier Sätzen[10]